# Гойерри
Гойерри (исп. Goyerri, баск. Goierri)  — район (комарка) в Испании, входит в провинцию Гипускоа в составе автономного сообщества Страна Басков.

## Муниципалитеты
1. Альсага
2. Арама (Гипускоа)
3. Атаун
4. Беасайн
5. Сегама
6. Серайн
7. Эскиога-Ичасо
8. Гавирия
9. Гаинса
10. Идьясабаль
11. Исасондо
12. Ласкано
13. Легаспия
14. Мутилоа
15. Олаберрия
16. Вильяфранка-де-Ордисия
17. Ормайстеги
18. Сегура
19. Урречу
20. Сальдивия
21. Сумаррага
22. Парсонерия-Хенераль-де-Гипускоа-и-Алава
23. Парсонерия-де-Гипускоа
24. Манкомунидад-де-Энирио-де-Аралар